# Pavel Florián
Pavel Florián (* 27. April 1987) ist ein tschechischer Badmintonspieler. 

## Karriere
Pavel Florián wurde von 2005 bis 2006 dreimal tschechischer Juniorenmeister. 2006 errang er auch seinen ersten Titel bei den Erwachsenen. Vier weitere Titel folgten bis 2009.

## Sportliche Erfolge
| Saison | Veranstaltung                                   | Disziplin    | Platz | Name                               |
| ------ | ----------------------------------------------- | ------------ | ----- | ---------------------------------- |
| 2003   | Slovenian Juniors                               | Herreneinzel | 1     | Pavel Florián                      |
| 2005   | Tschechische Einzelmeisterschaften der Junioren | Mixed        | 1     | Pavel Florián / Kristína Ludíková  |
| 2005   | Tschechische Einzelmeisterschaften der Junioren | Herrendoppel | 1     | Tomáš Kopřiva / Pavel Florián      |
| 2006   | Tschechische Einzelmeisterschaften der Junioren | Mixed        | 1     | Pavel Florián / Kristína Ludíková  |
| 2006   | Tschechische Einzelmeisterschaften              | Herrendoppel | 1     | Stanislav Kohoutek / Pavel Florián |
| 2007   | Tschechische Einzelmeisterschaften              | Herrendoppel | 1     | Stanislav Kohoutek / Pavel Florián |
| 2008   | Tschechische Einzelmeisterschaften              | Mixed        | 1     | Pavel Florián / Martina Benešová   |
| 2008   | Tschechische Einzelmeisterschaften              | Herrendoppel | 1     | Stanislav Kohoutek / Pavel Florián |
| 2009   | Tschechische Einzelmeisterschaften              | Mixed        | 1     | Pavel Florián / Martina Benešová   |
| 2015   | Uganda International                            | Herrendoppel | 1     | Pavel Florián / Ondřej Kopřiva     |